# Super Scramble Simulator
Super Scramble Simulator è un videogioco di motocross pubblicato nel 1989 per gli home computer Amiga, Amstrad CPC, Atari ST, Commodore 64 e ZX Spectrum dalla Gremlin Graphics. Venne sviluppato dalla Magnetic Fields; la progettazione generale e la versione per Commodore 64 sono opera di Shaun Southern (programmazione, musica) e Andrew Morris (grafica), già autori della serie di Kikstart, della quale riprende lo stile.

## Modalità di gioco
Il gioco consiste nell'affrontare percorsi rettilinei a ostacoli in corsa contro il tempo, con un solo partecipante alla volta. La schermata durante la gara è divisa in tre parti: in alto si ha la visuale principale del motociclista sulla pista, vista di profilo con scorrimento orizzontale verso destra; al centro una visuale a scala più ridotta della pista dall'alto, sempre a scorrimento orizzontale; in basso sono mostrati la strumentazione di bordo (contagiri, contachilometri, marcia) e gli indicatori di tempo e punteggio.
Il giocatore può sterzare, regolare la velocità, usare il cambio manuale a tre marce, impennare con la ruota anteriore o con quella posteriore sia a terra sia in volo, far abbassare il motociclista. Lo sterzo fa cambiare la posizione laterale della moto, che è visibile solo nella visuale in pianta.
I percorsi possono comprendere vari ostacoli come pendii ripidi, tronchi sospesi, fiumiciattoli, veicoli parcheggiati, tratti rocciosi o con dossi, tutti da affrontare con diverse tecniche e velocità. All'inizio gli ostacoli sono tutti allineati, ma con l'aumentare della difficoltà diviene necessario lo spostamento laterale della moto per intercettarli. Si possono subire penalità di tempo in vari modi: mancare un ostacolo, affrontarlo in modo errato, o cadere, che può dipendere da velocità inadatta al terreno, atterraggio con la ruota sbagliata, stallo. Dopo ogni errore si riprende subito la corsa da un punto di poco precedente, senza danni a parte la penalità di tempo; dopo un certo numero di tentativi l'ostacolo viene saltato automaticamente.
Ci sono in totale 15 percorsi divisi in cinque gruppi di tre. Tre gruppi comprendono piste su sterrato e due su cemento; su Amiga e ST c'è anche un gruppo di piste di tipo erboso al posto di uno degli sterrati. Per ogni gruppo si può scegliere l'ordine in cui affrontare le tre piste, ma bisogna superarle tutte e tre per passare al gruppo successivo; se in una qualsiasi pista si esaurisce il tempo a disposizione, il gioco termina.